# جون ديفيس بيرس
جون ديفيس بيرس (بالإنجليزية: John Davis Pierce)‏ هو سياسي أمريكي، ولد في 18 فبراير 1797 في الولايات المتحدة، وتوفي في 5 أبريل 1882 في نفس البلد. انتخب عضو مجلس نواب ميشيغان ‏.